# Helene Auer
Helene Auer (* 20. April 1945 in Oberwaltersdorf) ist eine ehemalige österreichische Politikerin (SPÖ) und Angestellte. Sie war von 1987 bis 2000 Abgeordnete zum Landtag von Niederösterreich.

## Leben
Auer besuchte nach der Volks- und Hauptschule eine Handelsschule und war zunächst als Buchhalterin beschäftigt. 1971 wurde sie Frauenlandessekretärin, ab 1975 engagierte sie sich als Gemeinderätin in Oberwaltersdorf. Sie hatte von 1984 bis 1988 sowie von 1994 bis 1998 das Amt der Vizebürgermeisterin inne und übernahm von 1998 bis 2008 das Amt der Bürgermeisterin. Zudem war sie ab 1998 Landesfrauenvorsitzende der SPÖ Niederösterreich und vertrat ihre Partei vom 1. Dezember 1987 bis zum 30. September 2000 im Niederösterreichischen Landtag.

## Auszeichnungen
- 1998: Großes Silbernes Ehrenzeichen für Verdienste um die Republik Österreich[1]